# Tee (Sänger)
Tomo Ishida (japanisch 石田 智, Ishida Tomo; * 26. November 1982 in Hiroshima, Präfektur Hiroshima, Japan) ist ein japanischer J-Pop-Sänger mit Pop- und R&B-Einflüssen. In der Musikindustrie ist er unter seinem Pseudonym Tee (Eigenschreibweise: TEE) bekannt.

## Leben und Werdegang
Seit dem 16. Lebensjahr begann Tee sich für das Boxen zu interessieren und ging später auf die Hōsei-Universität, wo er unter anderem drei Jahre lang als professioneller Boxer ausgebildet wurde, um sich für die Olympischen Sommerspiele 2004 eintragen zu lassen. Allerdings brach er diese Ausbildung wegen einer Verletzung des Ellenbogens und der Schulter ab und verließ die Universität. Nachdem er seinen Abschluss machte, studierte er im Herbst 2005 in Toronto, Kanada.
Als er in einem Klub das 3000-Leute-Publikum als DJ begeisterte, nahm er schließlich das Mikrofon in die Hand und bekam dadurch eine Gehaltserhöhung, da er nun selber auf der Bühne stand. Er gab für den Klub wöchentlich einen Auftritt und gab nebenbei jeden Tag Auftritte auf der Straße. Nach einem Jahr und neun Monaten Aufenthalt in Kanada entschied er sich schließlich, eine Gesangskarriere in Japan zu starten.
Nachdem er in Japan ankam und seine Indie-EP Palette aufnahm, wurde ein Lied des Albums, Don’t Cry Hiroshima, in einigen Klubs und auf der Straße von Hiroshima gespielt. Hierdurch konnte er im Vorprogramm von Künstlern wie Ai, Full of Harmony und Jamosa vorspielen. Er zog daraufhin nach Tokio und veröffentlichte seine EP Palette unter dem Indie-Label Nano Rebel. Durch die Veröffentlichung konnte eines der Lieder, Change My Life, sich als Single der Woche auf iTunes (Japan) platzieren.
Das Album stieg allerdings nicht in die Oricon-Charts ein, jedoch bekam Tee hierdurch Aufmerksamkeit und bekam einen Großauftrag von Universal Music Japan, der zum Plattenfirmenwechsel führte. Somit veröffentlichte er sein Debütalbum, welches Kido I Raku heißt. Mit seiner zweiten Single Baby I Love You konnte er auch Aufmerksamkeit eines größeren Publikums bekommen. Die Single stellte einen Rekord auf, da sie in 22 aufeinander folgenden Wochen in den Usen J-Pop Charts gelistet war. Außerdem wurde es als Chaku-Uta mehr als 700.000-mal legal heruntergeladen. Hierdurch gewann er den Billboard Japan Music Award 2010 für den besten Neuling beziehungsweise in der originalen Kategorie New Artist of the Year. Auch seine dritte Single Denwa de Dakishimete (jap. 電話で抱きしめて) konnte in den täglichen Charts die Höchstposition an zwei folgenden Tagen erreichen.
Mit der Zeit veröffentlichte er weitere Alben und Singles, darunter Duette mit Künstlern wie Che’Nelle und Crystal Kay.

## Diskografie

### Alben
| Jahr | Titel                                                                           | Höchstplatzierung, Gesamtwochen, AuszeichnungChartsChartplatzierungen (Jahr, Titel, Platzierungen, Wochen, Auszeichnungen, Anmerkungen) | Anmerkungen                                                  |
| Jahr | Titel                                                                           | JP | Anmerkungen                                                  |
| ---- | ------------------------------------------------------------------------------- | --- | ------------------------------------------------------------ |
| 2009 | Palette                                                                         | — | Erstveröffentlichung: 8. Juli 2009                           |
| 2010 | Kido I Raku                                                                     | JP23 (16 Wo.)JP | Erstveröffentlichung: 17. November 2010 Verkäufe JP: + 9.684 |
| 2011 | Baby I Love You                                                                 | JP9 (10 Wo.)JP | Erstveröffentlichung: 9. November 2011 Verkäufe JP: + 13.536 |
| 2012 | Much Love                                                                       | JP107 (2 Wo.)JP | Erstveröffentlichung: 5. Dezember 2012 Verkäufe JP: + 1.713  |
| 2013 | Oldies Music (オールディーズ Music)                                             | JP113 (1 Wo.)JP | Erstveröffentlichung: 16. Oktober 2013 Verkäufe JP: + 784    |
| 2015 | Tee Time: Collaboration Best                                                    | JP70 (3 Wo.)JP | Erstveröffentlichung: 22. April 2015 Verkäufe JP: + 784      |
| 2015 | 5-Nen-Go no I Love You (5年後のアイラブユー) Nach fünf Jahren, „Ich liebe dich“ | JP37 (3 Wo.)JP | Erstveröffentlichung: 30. September 2015                     |
| 2017 | Masterpiece: The World Best Covers                                              | JP37 (2 Wo.)JP | Erstveröffentlichung: 6. September 2017 Verkäufe JP: + 2.244 |
| 2019 | Golden 8                                                                        | JP78 (1 Wo.)JP | Erstveröffentlichung: 18. September 2019                     |
| 2021 | Natural                                                                         | — | Erstveröffentlichung: 28. Juli 2021                          |

### Singles
| Jahr | Titel Album                                                                                      | Höchstplatzierung, Gesamtwochen, AuszeichnungChartsChartplatzierungen (Jahr, Titel, Album, Platzierungen, Wochen, Auszeichnungen, Anmerkungen) | Anmerkungen                                                              |
| Jahr | Titel Album                                                                                      | JP | Anmerkungen                                                              |
| ---- | ------------------------------------------------------------------------------------------------ | --- | ------------------------------------------------------------------------ |
| 2009 | Change My Life –                                                                                 | — | Erstveröffentlichung: 8. Juli 2009                                       |
| 2010 | Sando no Meshi Yori Kimi ga Suki (3度のメシより君が好き) Ich liebe dich dreimal mehr als Essen – | JP150 (1 Wo.)JP | Erstveröffentlichung: 21. Juli 2010                                      |
| 2010 | Baby I Love You (ベイビー・アイラブユー) –                                                       | JP22 ×3Dreifachplatin (Digital) · (14 Wo.)JP                                                                                                   | Erstveröffentlichung: 27. Oktober 2010 Verkäufe JP: + 7.365              |
| 2011 | Denwa de Dakishimete (電話で抱きしめて) Umarmung am Telefon –                                    | JP54 Gold (Digital) · (5 Wo.)JP | Erstveröffentlichung: 23. Februar 2011                                   |
| 2011 | Aishi Tsuzukeru Kara (愛し続けるから) Die Liebe fortsetzen –                                     | JP87 (3 Wo.)JP | Erstveröffentlichung: 27. Juli 2011                                      |
| 2012 | Answer –                                                                                         | JP77 (1 Wo.)JP | Erstveröffentlichung: 11. April 2012 Verkäufe JP: + 717; mit Crystal Kay |
| 2012 | Together: Tsunagari (Together ~つながり~) Zusammen: Verbindung –                                 | JP137 (1 Wo.)JP | Erstveröffentlichung: 12. September 2012                                 |
| 2012 | With You: Nukumori (With You ~ぬくも~) Mit dir: Wärme –                                          | JP83 (1 Wo.)JP | Erstveröffentlichung: 24. Oktober 2012                                   |
| 2013 | Kemuri hi: Enka (煙火 -enka-) Rakete: Enka –                                                     | — | Erstveröffentlichung: 7. August 2013                                     |
| 2014 | Only One (オンリーワン) –                                                                        | JP43 (2 Wo.)JP | Erstveröffentlichung: 23. April 2014                                     |
| 2014 | Let It Be –                                                                                      | JP84 (1 Wo.)JP | Erstveröffentlichung: 30. Juli 2014 Verkäufe JP: + 748; mit Ai           |
| 2015 | Forever My Love (フォーエヴァー・マイラブ) –                                                     | — | Erstveröffentlichung: 25. Februar 2015                                   |
| 2015 | 5-Nen-go no I Love You (5年後のアイラブユー) Nach fünf Jahren, „Ich liebe dich“ –                | — | Erstveröffentlichung: 9. September 2015                                  |
| 2016 | Koi no Hajimaru (恋のはじまり) Der Beginn einer Liebe –                                          | JP66 (1 Wo.)JP | Erstveröffentlichung: 29. Juni 2016 Verkäufe JP: + 871                   |